# Michal Škoda
Michal Škoda (Praga, 1º marzo 1988) è un calciatore ceco, attaccante del Chomutov.

## Carriera

### Club
Škoda ha giocato nelle giovanili del ČAFC Praha, per passare poi al Bohemians Praga. Negli anni ha fatto la spola tra queste due squadre, finché nel 2004 non è entrato in quelle dell'Horní Měcholupy. Tornato nuovamente al ČAFC Praha, ha militato poi nelle file del Bohemians 1905 e nel Viktorie Jirny.
Dopo aver giocato nel Viktorie Jirny in 4. liga, Škoda è tornato al Bohemians Praga, per cui ha avuto l'opportunità di esordire in Druhá liga. A settembre 2012 è passato allo Zbrojovka Brno, venendo schierato titolare nel pareggio esterno per 1-1 sul campo del Sigma Olomouc: nella stessa partita, è stato espulso. Il 23 settembre ha trovato le prime reti, con una doppietta nella vittoria per 5-1 sul Vysočina Jihlava.
In vista della stagione 2013-2014 è passato al Viktoria Žižkov con la formula del prestito, in Druhá liga. Ha esordito con questa casacca il 21 settembre, subentrando a Petr Mareš nel successo per 1-5 in casa del Graffin Vlašim. Il 25 ottobre ha trovato la prima rete, nel successo per 1-2 sullo Zlín.
Tornato allo Zbrojovka Brno per fine prestito, è stato ceduto con la medesima formula al České Budějovice. Ha debuttato il 27 luglio 2014, quando ha sostituito Richard Kalod nel pareggio casalingo per 1-1 contro lo Slovan Liberec. Il 18 ottobre sono arrivate le prime marcature, con una doppietta ai danni dello Hradec Králové.
Ha poi fatto ritorno allo Zbrojovka Brno. Il 30 marzo 2017 è passato ai norvegesi del Lillestrøm con la formula del prestito: ha scelto di vestire la maglia numero 27. Ha segnato all'esordio, il 2 aprile seguente, contro il Sandefjord (2-1).

## Statistiche

### Presenze e reti nei club
Statistiche aggiornate al 20 luglio 2017.
| Stagione               | Club                   | Campionato             | Campionato | Campionato | Coppe nazionali | Coppe nazionali | Coppe nazionali | Coppe continentali | Coppe continentali | Coppe continentali | Supercoppe | Supercoppe | Supercoppe | Totale | Totale |
| Stagione               | Club                   | Comp                   | Pres       | Reti       | Comp            | Pres            | Reti            | Comp               | Pres               | Reti               | Comp       | Pres       | Reti       | Pres   | Reti   |
| ---------------------- | ---------------------- | ---------------------- | ---------- | ---------- | --------------- | --------------- | --------------- | ------------------ | ------------------ | ------------------ | ---------- | ---------- | ---------- | ------ | ------ |
| 2010-2011              | Viktorie Jirny         | 4L                     | 3          | 1          | CRC             | ?               | ?               | -                  | -                  | -                  | -          | -          | -          | 3+     | 1+     |
| 2011-2012              | Bohemians Praga        | 2L                     | 22         | 5          | CRC             | ?               | ?               | -                  | -                  | -                  | -          | -          | -          | 22+    | 5+     |
| ago.-set. 2012         | Bohemians Praga        | 2L                     | 7          | 1          | CRC             | ?               | ?               | -                  | -                  | -                  | -          | -          | -          | 7+     | 1+     |
| Totale Bohemians Praga | Totale Bohemians Praga | Totale Bohemians Praga | 29         | 6          |                 | ?               | ?               |                    | -                  | -                  |            | -          | -          | 29+    | 6+     |
| set. 2012-2013         | Zbrojovka Brno         | 1L                     | 18         | 3          | CRC             | ?               | ?               | -                  | -                  | -                  | -          | -          | -          | 18+    | 3+     |
| lug.-set. 2013         | Zbrojovka Brno         | 1L                     | 6          | 0          | CRC             | 0               | 0               | -                  | -                  | -                  | -          | -          | -          | 6      | 0      |
| set. 2013-2014         | Viktoria Žižkov        | 2L                     | 19         | 2          | CRC             | 3               | 0               | -                  | -                  | -                  | -          | -          | -          | 22     | 2      |
| 2014-2015              | České Budějovice       | 1L                     | 23         | 3          | CRC             | 1               | 0               | -                  | -                  | -                  | -          | -          | -          | 24     | 3      |
| 2015-2016              | Zbrojovka Brno         | 1L                     | 28         | 7          | CRC             | 3               | 1               | -                  | -                  | -                  | -          | -          | -          | 31     | 8      |
| 2016-mar. 2017         | Zbrojovka Brno         | 1L                     | 20         | 10         | CRC             | 3               | 1               | -                  | -                  | -                  | -          | -          | -          | 23     | 11     |
| Totale Zbrojovka Brno  | Totale Zbrojovka Brno  | Totale Zbrojovka Brno  | 72         | 20         |                 | 6+              | 2+              |                    | -                  | -                  |            | -          | -          | 78+    | 22+    |
| mar.-lug. 2017         | Lillestrøm             | ES                     | 13         | 1          | CN              | 2               | 2               | -                  | -                  | -                  | -          | -          | -          | 15     | 3      |
| Totale                 | Totale                 | Totale                 | 159        | 33         |                 | 12+             | 4+              |                    | -                  | -                  |            | -          | -          | 171+   | 37+    |

## Palmarès

### Club

#### Competizioni nazionali
- Fotbalová národní liga: 1

Dukla Praga: 2023-2024